# منطقه گرین هیل
منطقه گرین هیل (ژاپنی: グリーンヒルゾーン هپبورن: Gurīn Hiru Zōn) برای اولین بار در بخش اول بازی ویدیویی مخصوص کنسول سگا مگا درایو سونیک خارپشت ۱۹۹۱ حضور پیدا کرد. گرین هیلز را سرسبز با ویژگی‌های زیست‌محیطی مانند درختان نخل، گیاهان داریویی حلقه‌های عمودی و صخره‌ها و خانه‌های حیوانات جنگلی متعدد است.
منطقه گرین هیل به عنوان یک مکان کلاسیک در مجموعه سونیک خارپشت است. پوشش و موسیقی این مکان نظرات مثبت منتقدان را دریافت کرده‌است. این منطقه در سایر بازی‌های مجموعه سونیک مانند ماجراجویی سونیک ۲، ژنراتورهای سونیک، سونیک مانیا و نیروهای سونیک ظاهر شده‌است. منتقدان این مکان را زیبا در مجوعه بازی سونیک توصیف کرده‌اند.